# Франкателли, Чарльз Эльм
Чарльз Эльм Франкателли (1805 — 10 августа 1876) — британский повар, автор кулинарных рецептов и пользовавшихся большой популярностью в Викторианскую эпоху.

## Биография
Родился в Лондоне в семье итальянских эмигрантов. Учился во Франции, где изучал в колледже кулинарное искусство у Мари Карема, специализируясь на блюдах изысканной французской кухни и кондитерском мастерстве. По возвращении в 1839 году в Англию работал наёмным поваром в нескольких графских семьях (Честерфилды, Дадли, Эрролы, Киннарды и др.); затем, приобретя известность и высокую репутацию, стал шеф-поваром в джентльменском клубе св. Джеймса, более известном как Крокфорд-клуб. 9 марта 1840 года оставил работу в этом учреждении, став личным шеф-поваром королевы Виктории; эту должность занимал лишь чуть больше двух лет: королеве не нравились приготавливаемые им блюда французской кухни, и 31 марта 1842 года он был уволен, после чего вернулся в Крокфорд.
С 1 июня 1846 по 25 марта 1854 года был шеф-поваром и управляющим известного клуба Ковентри-хаус на улице Пикадилли, после его закрытия — клуба Реформ (до 1861 года). В 1863—1865 годах был шеф-поваром принца и принцессы Уэльских, с 1863 года также был шеф-поваром отеля св. Джеймса (до 1870 года). В 1870—1876 годах управлял рестораном «Масонская таверна». Умер в Истборне; в некрологе, опубликованном в газете The Times, он был назван «выдающимся поваром».
Наиболее известные труды: «The Modern Cook» (1845, эта книга впоследствии многократно переиздавалась); «A Plain Cookery Book for the Working Classes» (1852; переиздана в 1993 году); «The Cook’s Guide and Housekeeper’s & Butler’s Assistant» (1861); «The Royal English and Foreign Confectionery Book» (1862).